# Full Circle (album av Jim Jidhed)
Full Circle är Jim Jidheds tredje soloalbum, släppt 2003. Han samarbetade även med Tommy Denander.

## Låtlista
1. I Will Never Leave You Now
2. Full Circle
3. Silence of Your Heart
4. Someday
5. I Can't Go On
6. Anyway You Want It
7. Now We Cry
8. Lost Angels
9. I'll Be Ready Then
10. Falling in Love
11. Wish You Were Here
12. Don't Close Your Eyes
13. Marie

## Medverkande
- Jim Jidhed - Sång

- Tommy Denander - Gitarr, Keyboard

- Sayit Dölen - Gitarr

- Bruce Gaitsch - Akustisk gitarr

- Marcus Liliequist - Trummor

- Henric Thomsen - Bas

- Marcel Jacob - Bas

- Kristoffer Lagerström - Bakgrundssång

- Pierre Wensberg - Bakgrundssång

- Chris Demming - Bakgrundssång

- Magnus Törnquist - Bakgrundssång

- Ellinor Andersson - Bakgrundssång

- Peter Wiik - Bakgrundssång

- Lennart Carlberg - Bakgrundssång

- Stefan Andersson - Bakgrundssång

- Kimmo Blom - Bakgrundssång

- Erkka Korhonen - Bakgrundssång

### Fotnoter
1. ↑  ”Full Circle”. Svensk mediedatabas. 27 februari 2003. https://smdb.kb.se/catalog/id/001552247. Läst 11 september 2017.